# Кримсько-Слудське сільське поселення
Кри́мсько-Слу́дське сільське поселення — муніципальне утворення у складі Кізнерського району Удмуртії, Росія. Адміністративний центр — село Кримська Слудка.
Населення становить 489 осіб (2019, 612 у 2010, 786 у 2002).

## Історія
Сільрада була утворена 1918 року. Головами сільради були Іван Кабанов (1941–1945), Морданов, Михайло Рябков, П. П. Кочергін, В. І. Расторгуєв, Н. А. Кирилічев (1961–1969), І. П. Зуєв (1969-1972), Н. Г. Растобаров (1972-1981), І. П. Зуєв (1981-1985), В. П. Глушкова (1985-1987), С. Г. Гавшин (1987-1990), Ф. М. Гініятуллін (1990-1996), А. А. Бахтенов (1996-2001).

## Склад
До складу поселення входять такі населені пункти:
| Населений пункт               | Населення, осіб (2002) | Населення, осіб (2010) |
| ----------------------------- | ---------------------- | ---------------------- |
| Баженіха, присілок            | 59                     | 43                     |
| Кримська Слудка, село         | 293                    | 226                    |
| Марійський Сарамак, присілок  | 164                    | 110                    |
| Удмуртський Сарамак, присілок | 270                    | 233                    |

## Господарство
В поселенні діють школа, садочок, 3 фельдшерсько-акушерських пункти, 3 клуби, 2 бібліотеки. Серед підприємств працюють 3 фермерства.